# Тед Ньюджент
Тед Ньюджент (англ. Ted Nugent; нар. 13 грудня 1948, Детройт, Мічиган, США) — гітарист, вокаліст, композитор, автор текстів, продюсер.

## Біографія
Захопившись рок-н-ролом, вже з семи років Тед почав грати на гітарі. З 1960 року він виступав з аматорськими гуртами The Royal High Boys та The Lourdes, поки його родина 1964 року не переїхала до Чикаго. Там 1966 року Ньюджент зібрав гурт The Amboy Dukes, який, починаючи як типова гаражна формація, з часом перетворився на поважний місцевий хард-роковий гурт.
У 1967–1973 роках гурт різним складом записав чотири альбоми, після чого змінив назву на Ted Nugent & The Amboy Dukes. З цією назвою гурт зв'язав свою долю з фірмою «Discreet», яка належала Френку Заппі, де записав два чергових альбоми: «Call Of The Wild» та «Tooth, Fang & Claw», які однак не користувалися великим успіхом.
1975 року гітарист розпустив гурт і уклавши угоду з фірмою «Epic» розпочав сольну кар'єру. За допомогою Дерека Сент Холмза (Derek St.Holmes) — гітара, Роба Гранджа (Rob Grange) — бас та Кліффа Дейвіса (Cliff Davies) — ударні, Ньюджент записав виданий 1976 року лонгплей «Ted Nugent», який потрапив до американського Тор 30 і швидко став «золотою платівкою». Черговий альбом «Free For All», у запису якого взяв участь Meat Loaf, знову пропонував енергійний рок, відомий з попередніх робіт музиканта. Лонгплей придбали понад мільйон споживачів, і він став першим у кар'єрі Ньюджента «платиновим» диском. Подібне відбулося з виданим 1977 року альбомом «Cat Scratch Fever», до того ж заглавний твір з нього став найкращим хіт-синглом артиста.

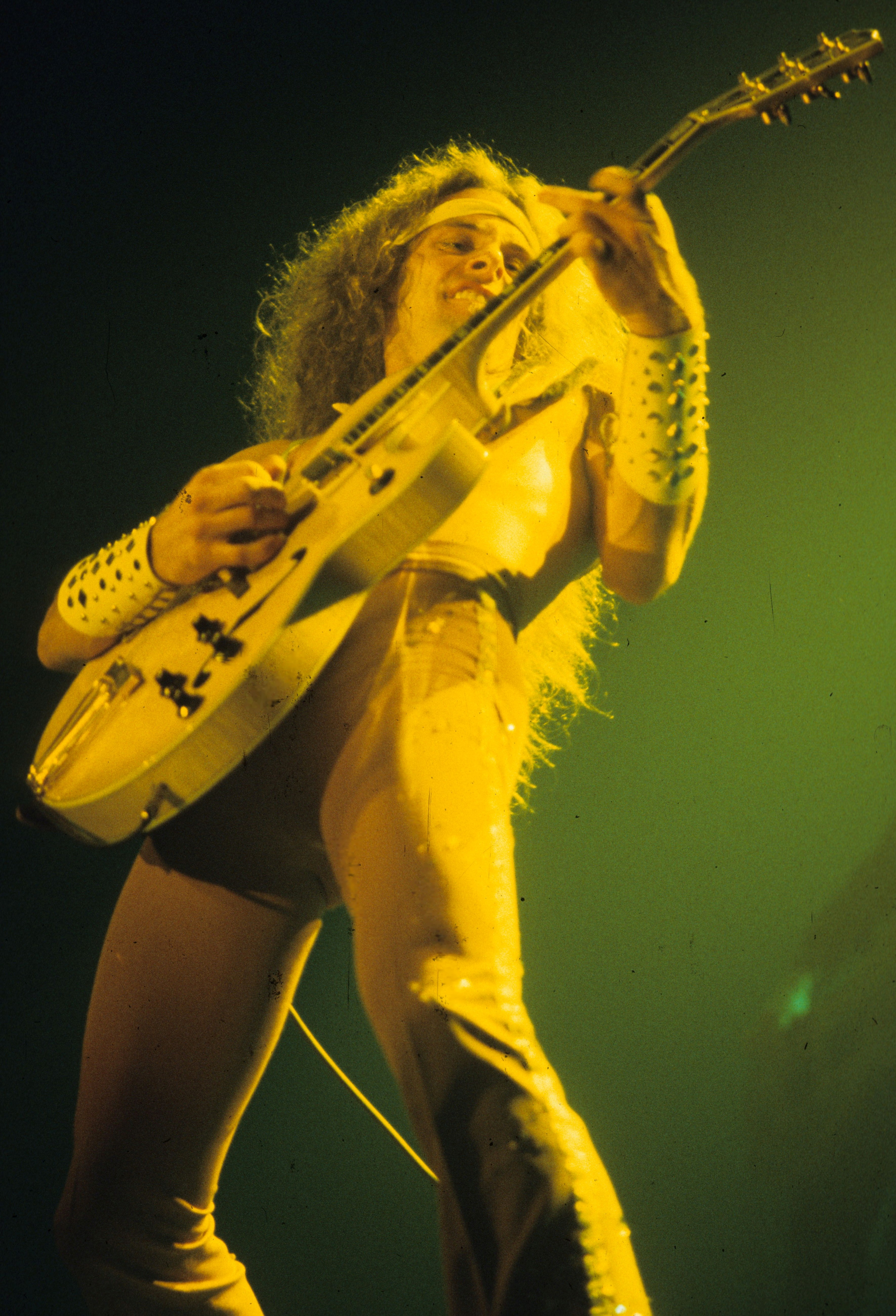

Проте у першу чергу Ньюджент вражав усіх своїми концертними виступами. Гра на гітарі, що ніби свердлить вуха, і такий же вокал, працювали на імідж Ньюджента як «дикуна». (Артист з'являвся на сцені у пов'язці на стегнах, розмахуючи луком та стрілами, за допомогою яких, як він стверджував, здобував їжу родині). Агресію виступів Ньюджента добре передавав виданий 1978 року подвійний концертний альбом «Dooble Live Gonzo», до якого ввійшли найхарактерніші твори музиканта. Під час записаного та виданого наприкінці того ж року лонгплея «Weekend Warriors» — четвертої, але останньої «платинової» платівки — Сент Холмза та Гранджа змінили Чарлі Хан (Charlie Huhn) — гітара та Джон Сотер (John Sauter) — бас. Цим складом було записано альбом «State Of Shock», який «ледве» досяг статусу «золотої» платівки, проте він найкраще продавався у Європі. Подібне трапилося і з альбомом 1980 року «Scream Dream».
1981 року Ньюджент вирушив у світове турне з новими музикантами: Майком Гарднером (Mike Gardner) — бас; Марком Герхардтом (Mark Gerhardt) — ударні; Кертом (Kurt) — гітара; Ріком (Rick) — гітара та Берном Вейгонером (Verne Wagoner) — гітара, які складали групу D.C.Hawks.
Наступного року Ньюджент уклав нову угоду на записи, цього разу з фірмою «Atlantic Records» і знову змінив акомпануючий гурт, у якому з'явився Дерек Сент Холмз, а також Дейв Кісвіні (Dave Kiswiney) — ударні та екс-Vanilla Fudge і The Cactus — Кермін Еппіс (Carmine Appice) — ударні. Однак далі у своїй творчості Ньюджент не хотів, або ж не міг змінити формулу, яка добре слугувала йому у 1970-х роках. У чергові три сольні платівки було привнесено небагато нового, а сам артист залишався популярним переважно завдяки виступам на телебаченні та різноманітних урочистостях.
Нічого дивного, що 1989 року Ньюджент об'єднав свої зусилля разом з колишнім вокалістом та гітаристом Styx Томмі Шовом (Tommy Shaw), екс-Night Ranger Джеком Блейдсом (Jack Blades) — бас а також Майклом Картеллоном (Michael Cartellone) — ударні, створивши супергурт Damn Yankees, який здобув великий комерційний успіх.
1991 року гітарист разом з дружиною створив журнал для мисливців «Ted Nugent World Bowhunters Magazine», а також крамницю для рибалок та мисливців. Окрім цього Ньюджент написав книжку «Blood Trails», у якій гостро полемізував з активістами та організаціями, що стояли на захисті тварин. 1995 року артист повернувся на музичний ринок з альбомом «Spirit Of The Wild».

## Дискографія

### The Amboy Dukes
- 1967: Amboy Dukes
- 1968: Journey To The Centre Of The Mind
- 1969: Migration
- 1970: Marviage: On The Rocks — Rock Bottom
- 1971: Survival Of The Fittest — Amboy Dukes Live
- 1975: Dr. Slingshot
- 1975: Journeys & Migrations

### Ted Nugent & The Amboy Dukes
- 1974: Call Of The Wind
- 1974: Tooth, Fang & Claw.

### Тед Ньюджент
- 1975: Ted Nugent
- 1976: Free For All
- 1977: Cat Scratch Fever
- 1978: Double Live Gonzo
- 1978: Weekend Warriors
- 1979: State Of Shock
- 1980: Scream Dream
- 1981: Intensities In Ten Cities
- 1981: Greatest Gonzos — The Best Of Ted Nugent
- 1982: Nugent
- 1984: Penetrator
- 1986: Anthology
- 1986: Little Miss Dangerous
- 1988: If You Can't Lick 'Em… Lick 'Em
- 1989: The Very Best Of Ted Nugent
- 1991: On The Edge
- 1994: Out Of Control
- 1995: Spirit Of The Wild
- 1996: Motor City Madness
- 1997: Live at Hammersmith '79
- 2002: Craveman
- 2007: Love Grenade

### Damn Yankees
- 1990: Damn Yankees
- 1992: Don't Tread